# Franklin megye (Kansas)
Franklin megye az Amerikai Egyesült Államokban, azon belül Kansas államban található. Megyeszékhelye és legnagyobb városa Ottawa. Lakosainak száma 25 996 fő (2020. április 1.). Franklin megye Douglas, Anderson, Johnson, Miami, Linn, Coffey és Osage megyékkel határos.

## Népesség
A megye népességének változása:
| Lakosok száma | 26 005 | 25 898 | 25 835 | 25 740 | 25 609 | 25 996 |
|               | 2010   | 2011   | 2012   | 2013   | 2015   | 2020   |